# Грайфсвальд
Гра́йфсвальд (нем. Greifswald [ˈɡʁaɪfsvalt], н.-нем. Griepswohld — «грифоновый лес»; устар. Гре́йфсвальд) — университетский город в Германии, в земле Мекленбург-Передняя Померания. Входит в состав района Передняя Померания-Грайфсвальд. Расположен в 30 км к юго-востоку от Штральзунда на берегу залива Грайфсвальдер-Бодден, в устье реки Рикк.
Город подразделяется на 16 городских районов. Занимает площадь 50,50 км². Официальный код — 13 0 01 000.

## История
В XII веке неподалёку от современного города, в землях руян, строится богатое аббатство Эльдена. Его живописные развалины прославил известный художник Каспар Давид Фридрих такими полотнами, как            «Аббатство в дубовом лесу» и др.
Сам Грайфсвальд впервые упомянут под 1209 годом как ярмарочный пункт на землях аббатской обители. В 1250 году герцог Вартислав III даровал Грайфсвальду городские права. И уже через 30 лет Грайфсвальд вступил в состав Ганзы. 
За время Средневековья превратился в крупный порт Южной Балтики. С 1648 года по 1815 год, как и вся Шведская Померания, управлялся из Стокгольма. Решением Венского конгресса (1815) передан под власть прусской короны.

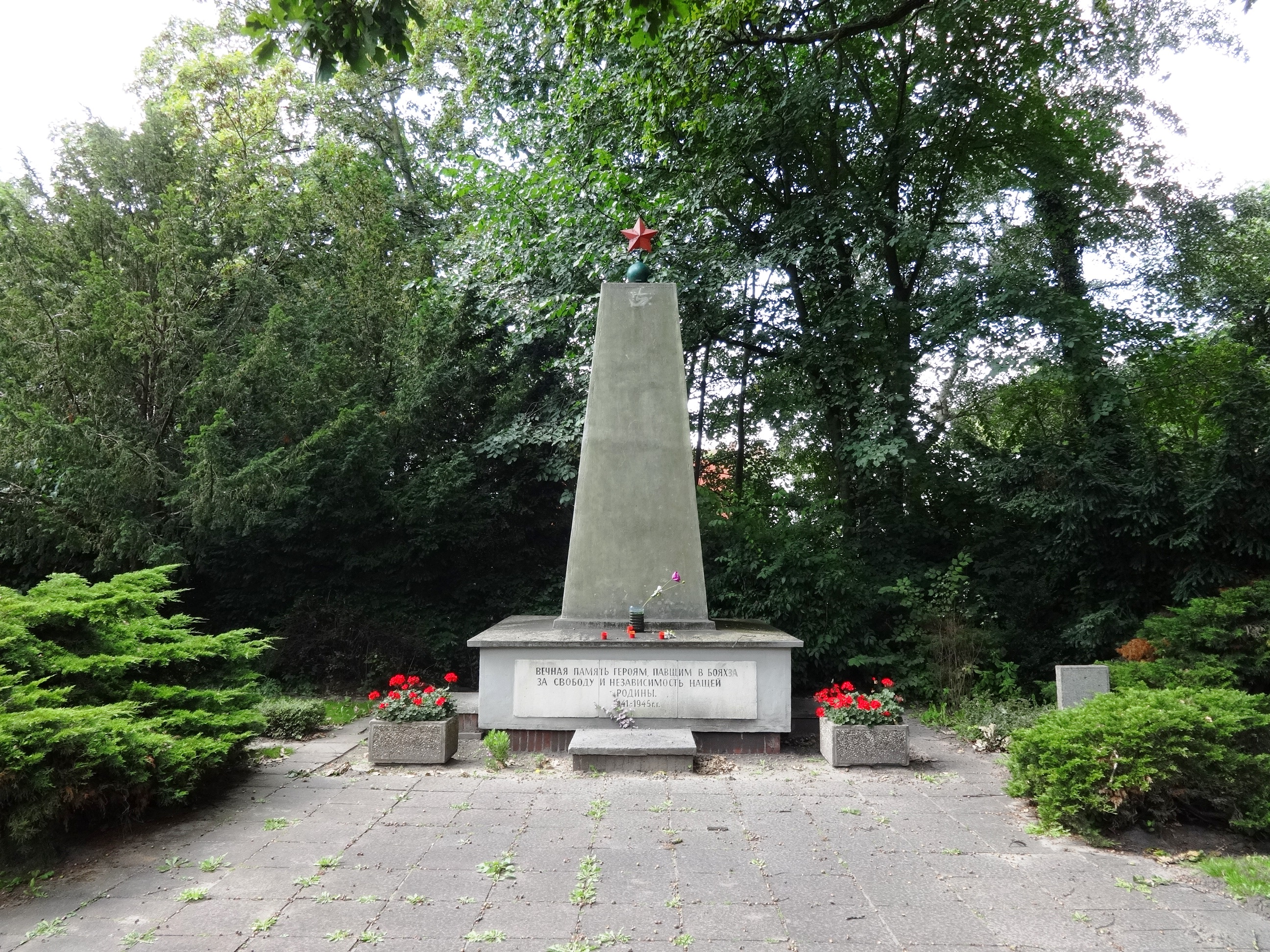
Мемориал советским воинам в Грайфсвальде на перекрестке улиц Фляйшерштассе и Банхофштрассе.

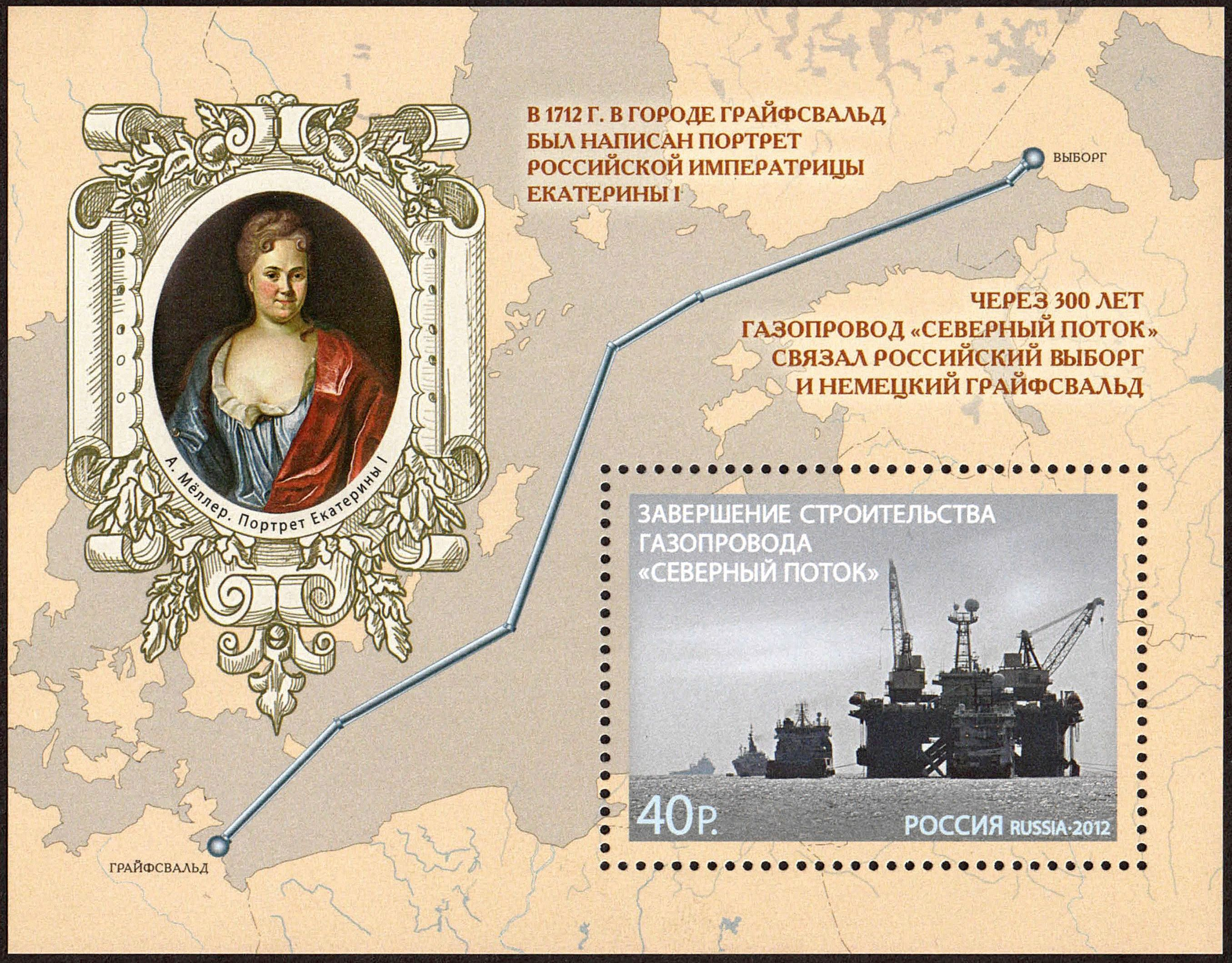
Почтовый блок России

В июле 1941 г. в Грайфсвальде была создана лётная школа для хорватских пилотов.
С Грайфсвальдом связан необычный эпизод Второй Мировой войны — 30 апреля 1945 года город был сдан Красной армии без боя. Комендант города, кавалер Рыцарского креста полковник Рудольф Петерсхаген, изменивший свои политические взгляды ещё после участия в Сталинградской битве, счёл, что чем вести очередной бой, когда давно уже известен исход войны, целесообразней сохранить город и жизни людей, находящихся в нём. Делегация парламентёров из Грайфсвальда, организованная оберстом Петерсхагеном, в ночь на 30 апреля установила контакт с командованием советской 90-й стрелковой Ропшинской Краснознамённой ордена Суворова дивизии. После согласования условий капитуляции гарнизона советские войска сопроводили парламентёров обратно в Грайфсвальд, уничтожив группу нацистов, пытавшихся сорвать эти переговоры. Днём 30 апреля в ратуше города состоялась церемония капитуляции грайфсвальдского гарнизона. Принимал капитуляцию и вёл переговоры с советской стороны генерал-майор Н. Г. Лященко и генерал С. Н. Борщев (в будущем генерал армии, герой Советского Союза, Лященко Н.Г — почётный житель города Грайфсвальд). Полковник Петерсхаген выступил с речью, в которой особо подчеркнул, что его мотивация передачи города вызвана не тем, что он является противником нацистского режима, а стремлением сохранить город и его население от ужасов войны. В этот день в школах и университете продолжались занятия, в городе царил порядок; со стороны красноармейцев мародёрства и насилия не было. Впоследствии бывший комендант был удостоен звания почётного гражданина Грайфсвальда, до конца жизни он занимал небольшой пост в администрации города.
«…Спустя 20 лет после Победы, вместе с генералом армии И. И. Федюнинским и генералом С. Н. Борщевым на торжества я (Лященко Н.Г) был приглашен в Грайфсвальд. Петерсхаген узнал меня, радушно поднял руки, сказал: "Вот, кто нас освободил, вот, кому мы обязаны тем, что наш город цел и невредим"» (из мемуаров Лященко Н. Г. «Годы в шинели»)
С 1 июля 2011 года город входит в состав района Передняя Померания-Грайфсвальд. До этого обладал статусом города земского подчинения.

## Население
Численность населения по оценке на 31 декабря 2013 года составляет 56445 человек.
На 31 декабря 2006 года численность населения составляла 53 434 человека.

### Известные люди
В Грайфсвальде родился немецкий медик Адольф Вильгельм Отто и известный футболист, чемпион мира 2014 года Тони Кроос.
- Великий немецкий художник Каспар Давид Фридрих.
- Немецкий писатель Ганс Фаллада (проживал с 1893 по 1945 гг.)
- Умер Эрнст Рудольф Бирлинг (1841—1919) — немецкий учёный, юрист.

## Культура и достопримечательности
- Уникальные памятники кирпичной готики — ратуша середины XIV века и несколько церквей того времени (собор св. Николая, церкви св. Якова и Марии).
- Университет Грайфсвальда, основанный 17 октября 1456 г., позволяет считать город университетским. Из 55 тыс. жителей каждый десятый работает в университете, а каждый четвёртый — учится в нём. К основанию университета приложил большие усилия бургомистр Грайфсвальда (и первый ректор) Генрих Рубенов. С 1763 г. при университете действует ботанический сад.
- В Грайфсвальде находятся два захоронения советских воинов, погибших при освобождении Германии от режима нацистов в 1945 г. Первое, меньшее, захоронение расположено неподалёку от исторического центра города, на пересечении улиц Фляйшерштрассе и Банхофштрассе. Второе, большее, захоронение находится за пределами города, на городском кладбище Нойфридхоф.
- Парусная бригантина «Грайф».
- Разводные мосты в устье реки Рикк.
- Развалины средневекового монастыря Эльдена.
- Зоопарк[6]
- Бассейн[7]
- Театр[8]
- Краеведческий музей Передней Померании. Здесь хранятся в том числе и некоторые картины Каспара Давида Фридриха.[9]
- Городская библиотека и библиотека университета.
- Мемориальная доска в честь советского генерала Н. Г. Лященко установлена 1 мая 2021 года на здании ратуши города Грайфсвальд[10].
- В городе проводятся различные праздники и фестивали, на которые съезжаются туристы:
  - Международный студенческий фестиваль в Грайфсвальде,[11]
  - Праздник рыбаков «Gaffelrigg»,[12]
  - Музыкальный фестиваль «Nordischer Klang» (нем. «Северный звук»),[13]
  - Фестиваль польской культуры «polenmARkT»,[14]
  - Баховская неделя (нем. — «Bachwoche»).[15]
  - В 60-х годах 20 века в ГДР был создан многосерийный телефильм «Совесть пробуждается», о том как полковник Петерсхаген или Эберсхаген был назначен комендантом города Грейфсвальд. Весной 1945 года он сдал город Красной армии. Это был единственный случай, когда Красная армия взяла город без боя. В начале 50-х годов, во время поездки в ФРГ, его арестовали американские оккупационные власти. По обвинению в шпионаже был приговорен к тюремному заключению и освободился только в 1955 году.

## Герб
Герб: «В серебре — прямой, усиленный золотом красный грифон, стоящий левой задней лапой на разрезанном, но все еще зеленом пне натурального дерева».

## Галерея

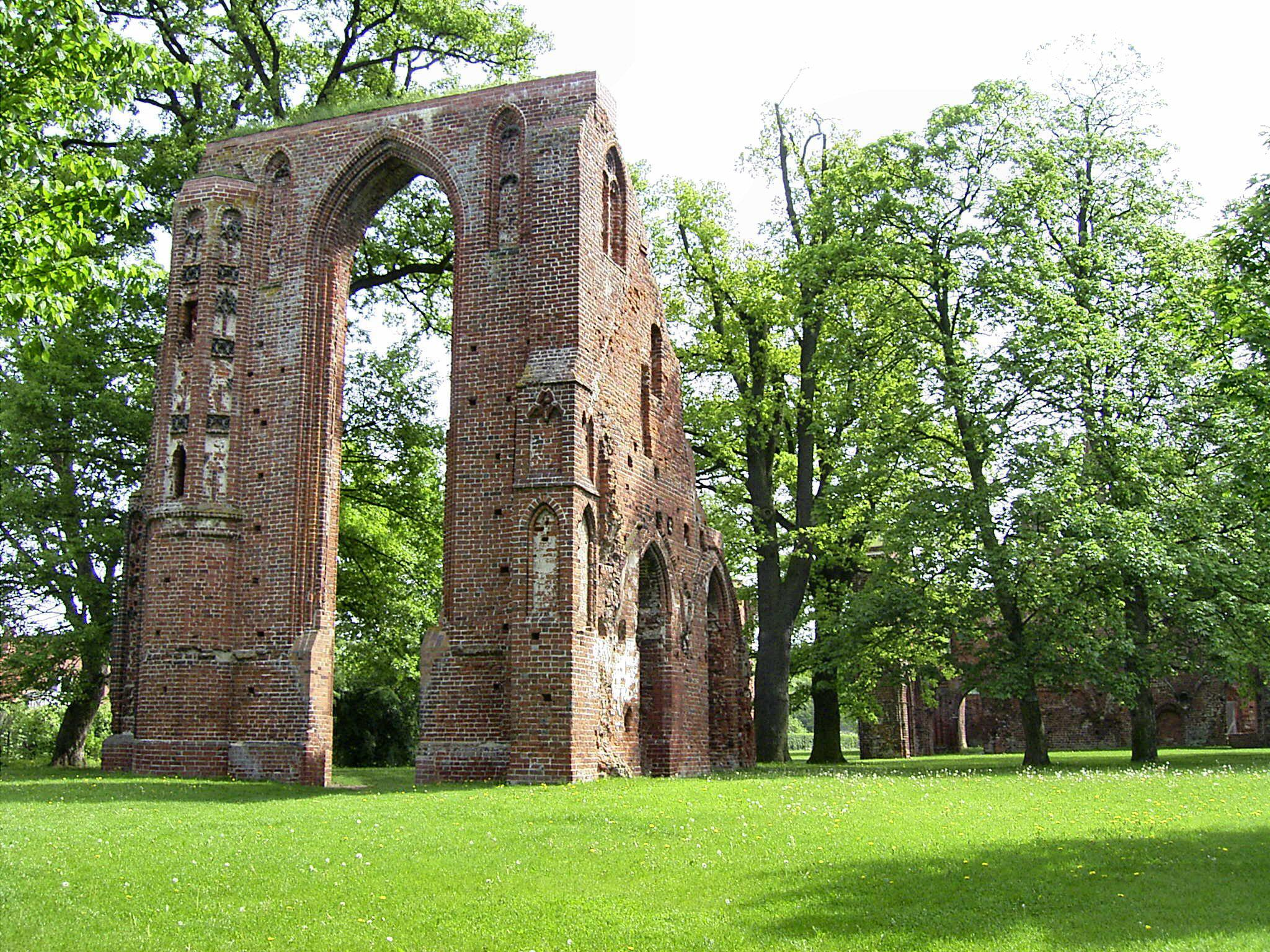
Развалины монастыря Эльдена
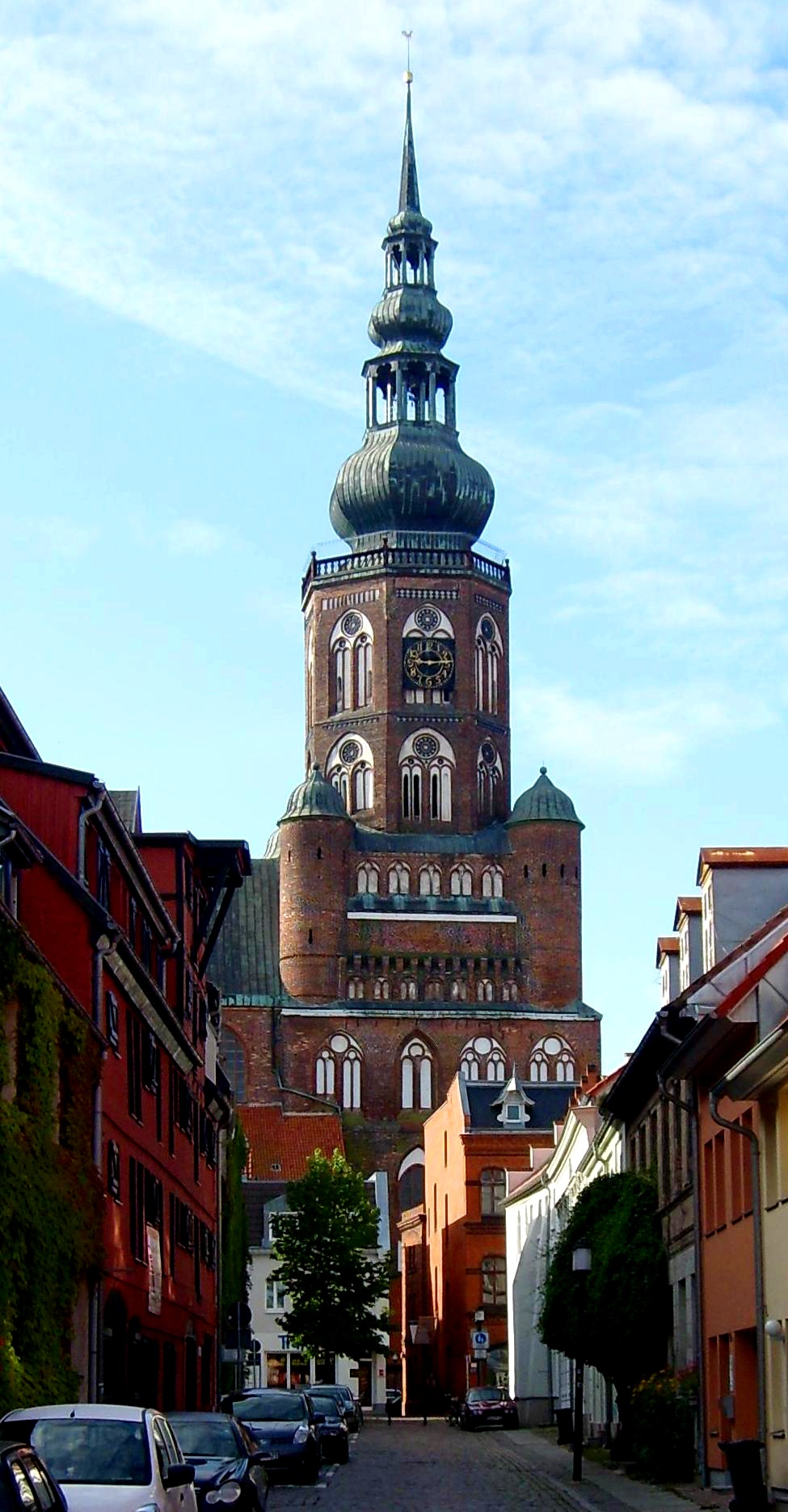
Собор Святого Николая - главная архитектурная доминанта города
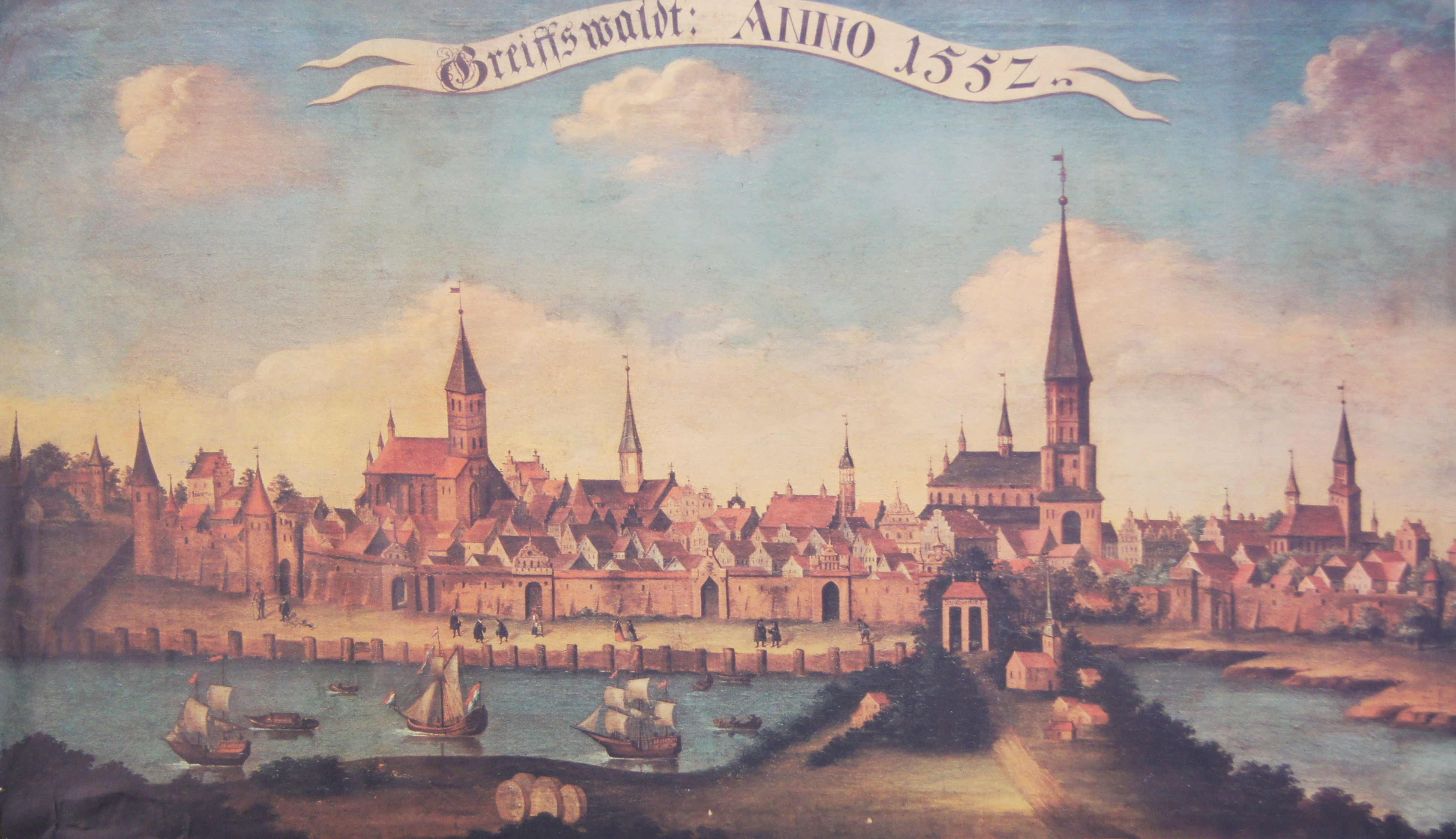
Грайфсвальд 16 век
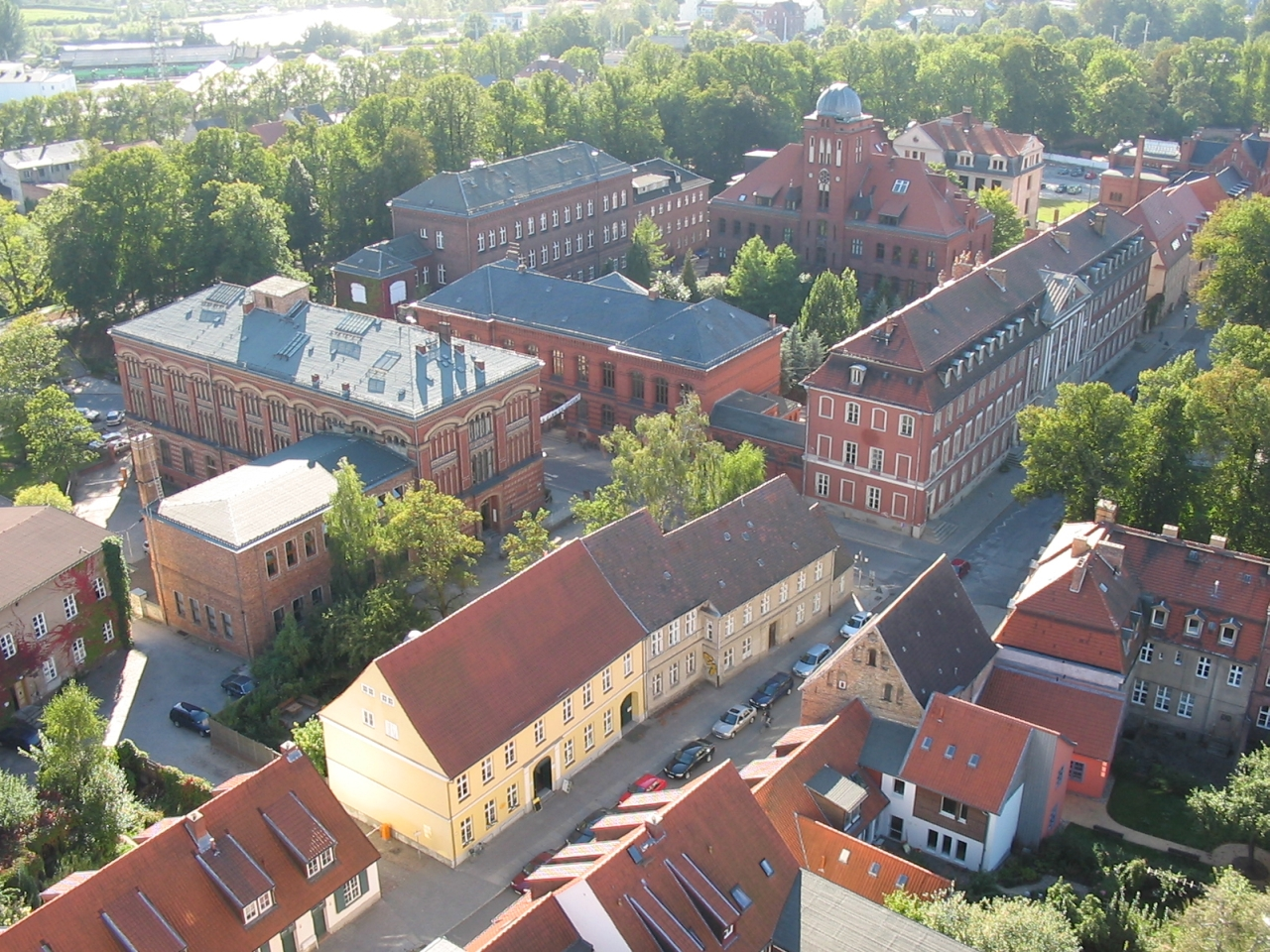
Университет. Старинные корпуса в центре города
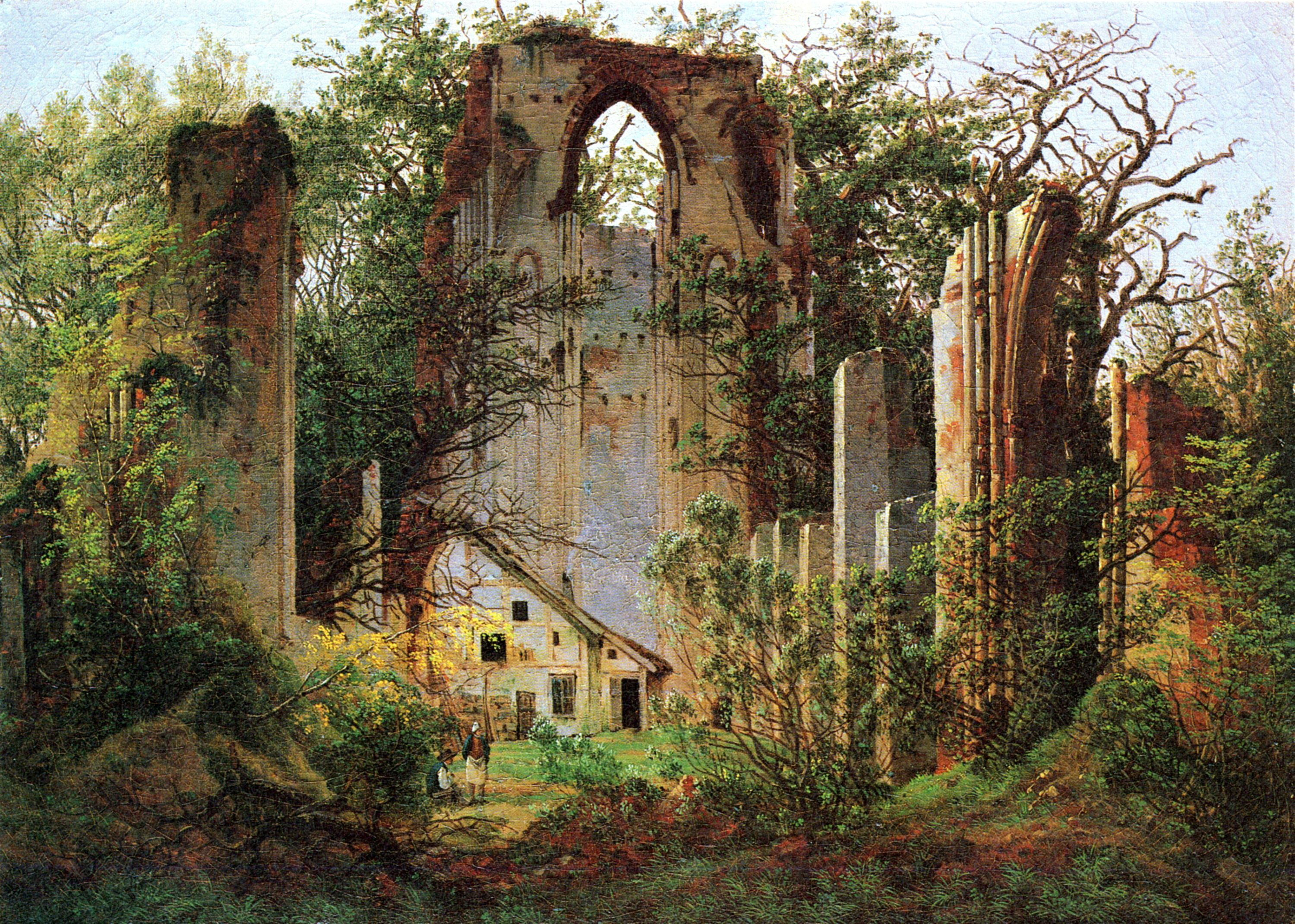
Каспар Давид Фридрих. "Развалины монастыря Эльдена" 1825 г.
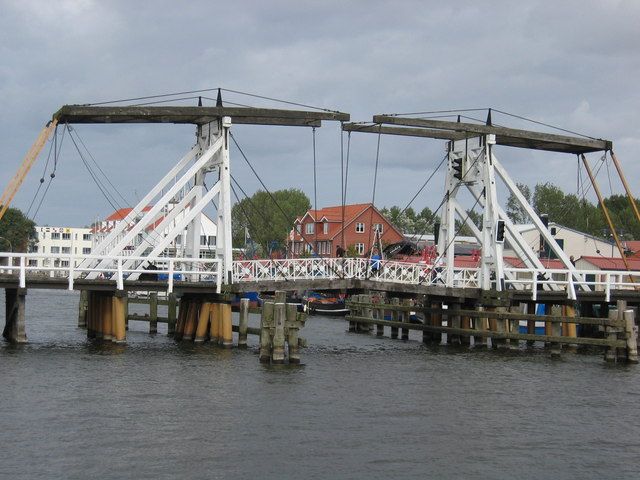
Разводной мост на Рикке в Грайфсвальде
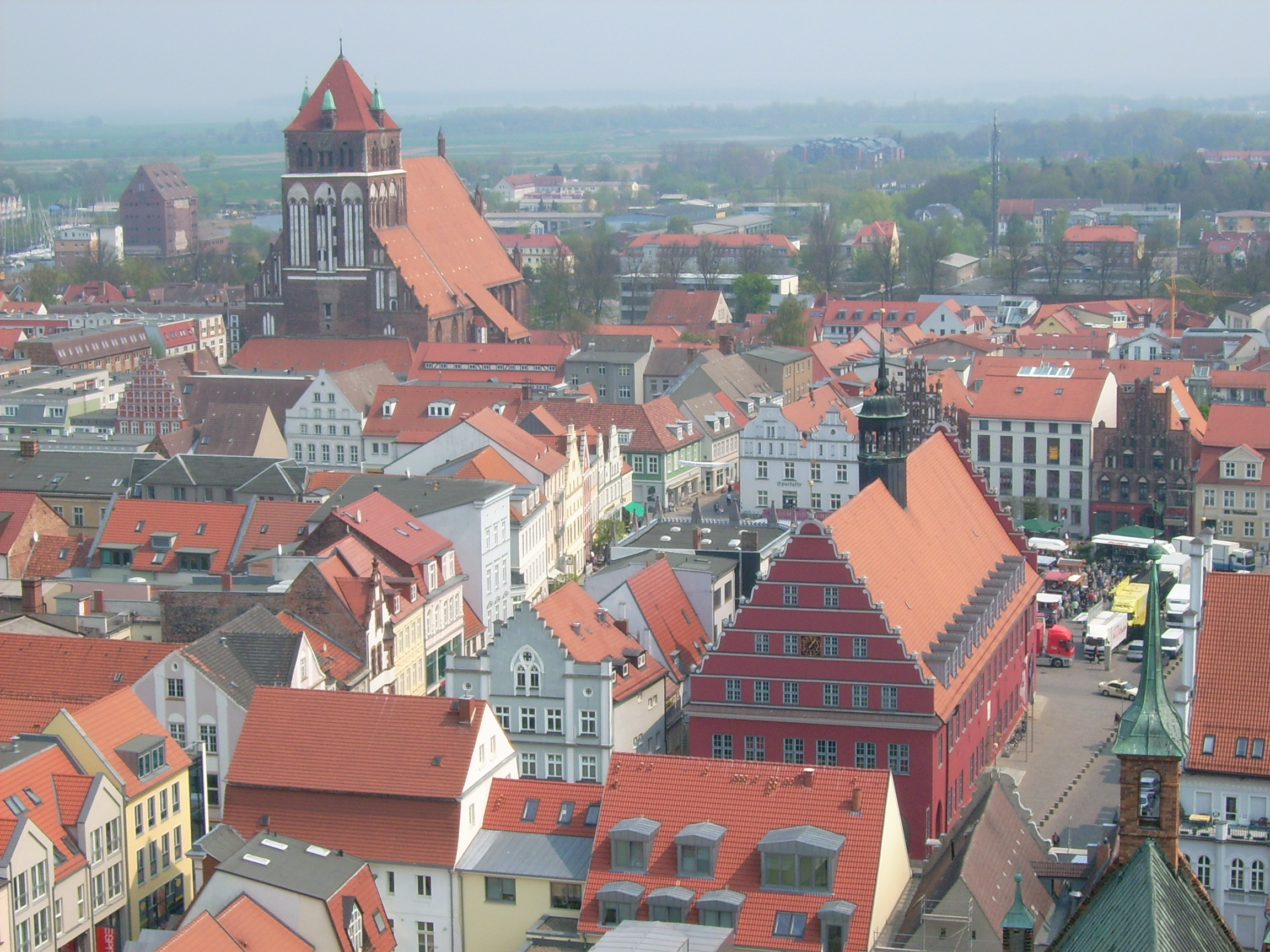
Центр города. Вид на церковь Marienkirche и ратушу (полностью красное здание).
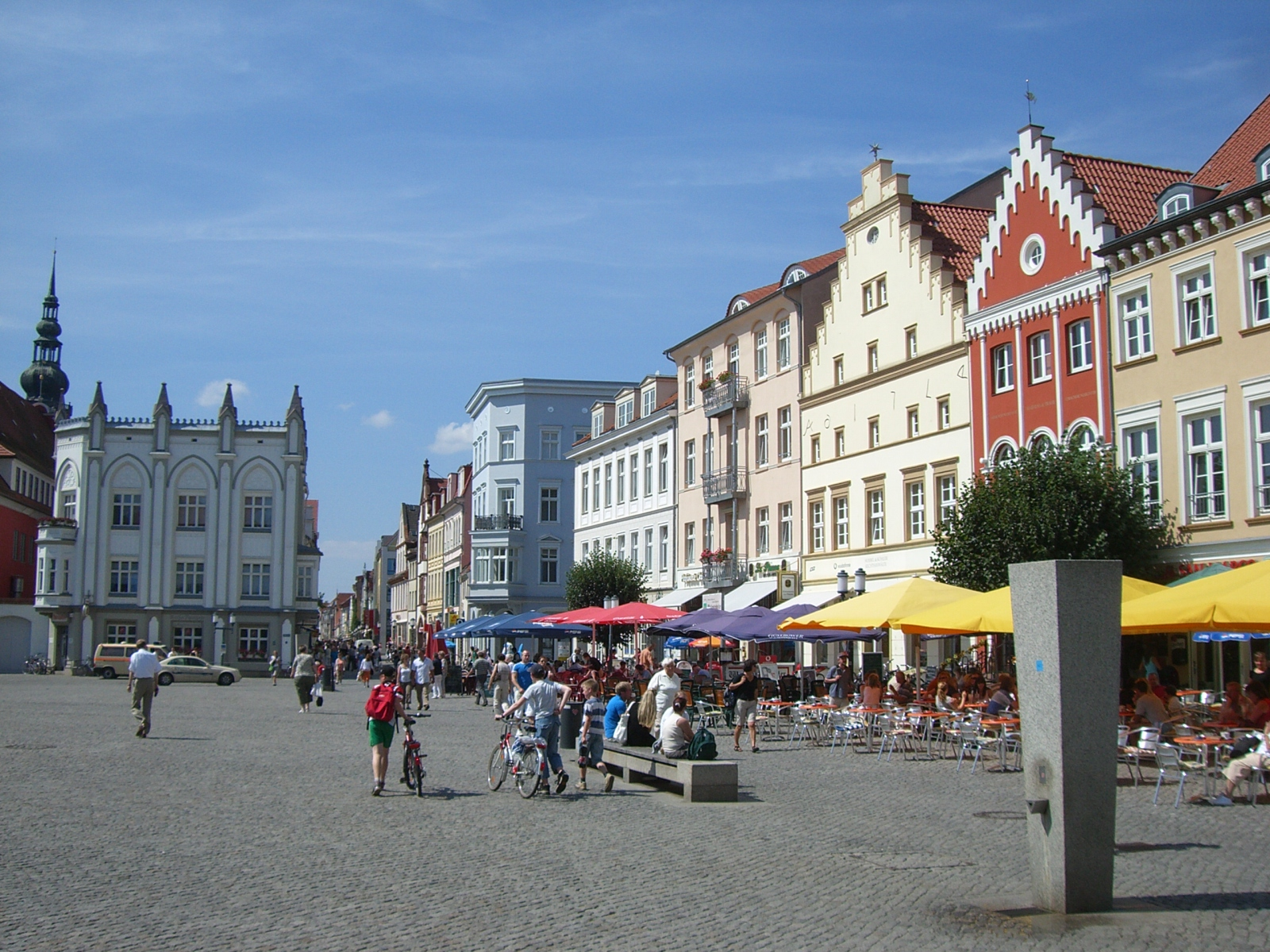
Рыночная площадь (Marktplatz) - центральная площадь города.
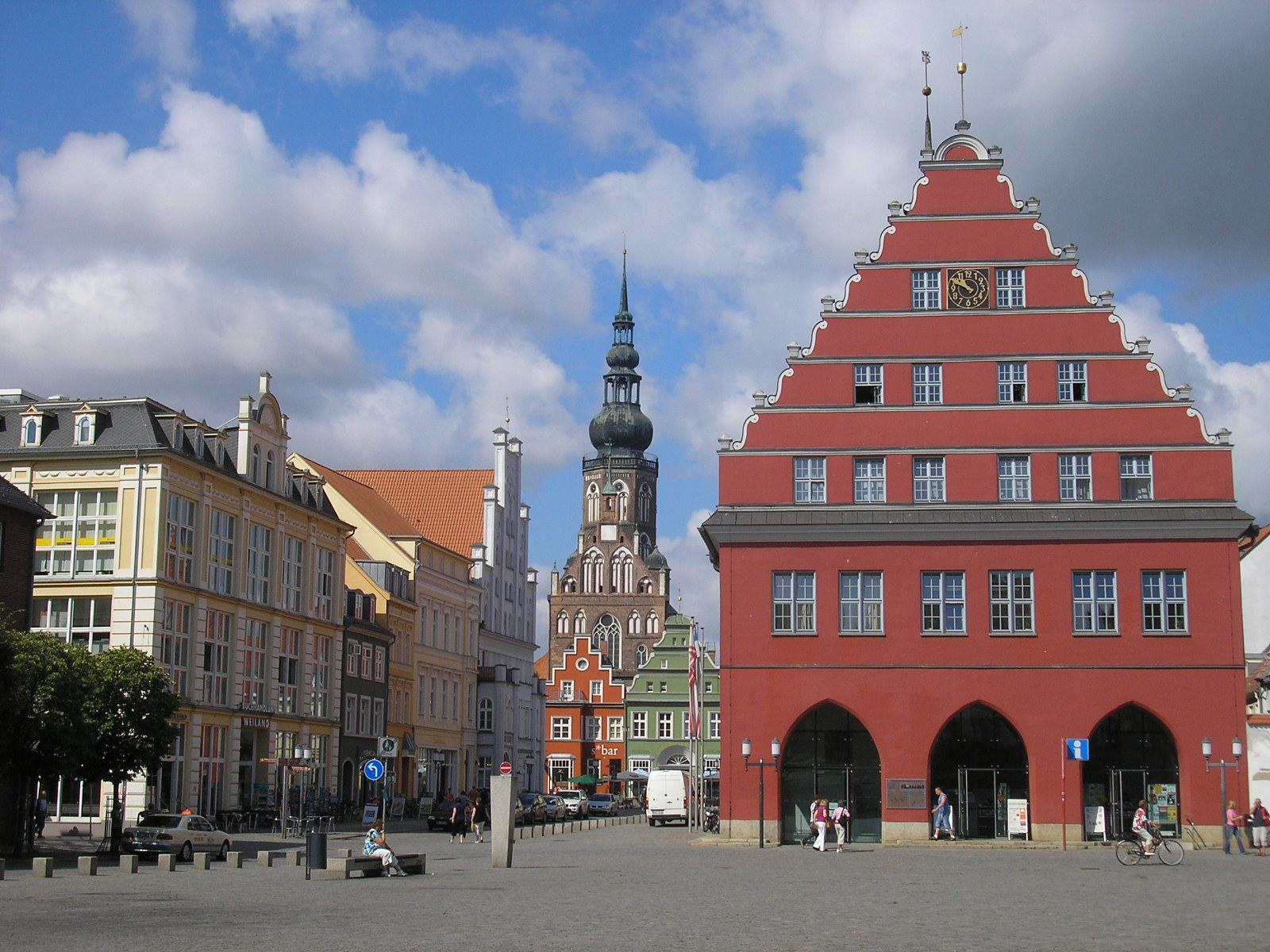
Рыночная площадь. Вид на ратушу и Собор Св. Николая.

## Экономика
В Грайфсвальде расположена крайняя точка газопровода Северный поток.

## Города побратимы
Город Грайфсвальд является побратимом Нижнесаксонского города Оснабрюк с 1988 года. Международное побратимство существуют со следующими городами:
- Котка в Финляндии (с 1959 г.)
- Хамар в Норвегии (с 1997 г., дружба с 1992 г.)
- Щецин в Польше (с 2010, дружба с 1996)
- Голенюв в Польше (с 2006, дружба с 1986)
- Лунд в Швеции (с 1990 г.)
- Ньюпорт-Ньюс в США (с 2007 г.)

## Интересные факты
Название реки Рикк (нем. Ryck) происходит от славянского слова «река».